# 로토 제약 강요 사건
로토 제약 강요 사건(일본어: ロート製薬強要事件 ロートせいやくきょうようじけん[*])은 일본의 시민단체 "재일 특권을 용납하지 않는 시민 모임"(재특회)과 "팀 간사이"의 전 간부 4명이 로토 제약 주식회사의 한국인 여배우 김태희의 TV 광고 기용에 항의하기 위해 2012년 3월 2일 이 회사 본사를 방문, 종업원을 협박하여 독도의 영유권 및 김태희 기용 여부에 관한 사측의 견해를 응답하도록 요구함에 따라 강요 혐의로 기소된 사건이다.

## 사건 당일
2012년 3월 2일, 니시무라 히토시(西村斉)·아라마키 야스히코(荒巻靖彦)·마츠모토 슈이치(松本修一)는 니코니코 생방송에서 그들의 시위 일정을 알고 참가를 희망한 오사카 거주 전 재특회 멤버 미요시 야스히로(三好恭弘)와 함께 로토 제약 본사를 방문했다. 응접실로 안내된 4명은, 응대를 위해 나타난 담당 사원에게 "독도는 어느 나라의 영토인가" "앞으로도 김태희를 TV 광고에 기용할 생각인가?"라는 질문에 대한 사측의 견해를 2주 후인 3월 15일까지 메일로 회답하도록 요구했다.
4명 중에서 가장 적극적으로 발언한 니시무라 히토시는,"부자는 싸우지 않는다는 거냐(일본의 속담). 겁쟁이 자식" "너 국가전복이라도 시키려 하는거냐? 무슨 외환죄 시키려고 하는거야, 이 회사는... 병신 자식. 얼마든지 불러라, 경찰이라도" "우익 소개해 줄 테니까 우익 사무소 가서 말해라. 독도는 누구의 땅인지 모른다고 말하라고, 그러면. 제대로 소개해줄테니까. 바보냐, 우쭐대지 마, 이 자식"등 끊임없이 위압적인 언동을 계속했다. 또 후지 TV 항의 시위·카오 항의 시위를 예로 들며 로토 제약에 대해 항의 시위를 할 것을 내비쳤다.
이에 대해 담당 사원이 "말 조심해주시지 않겠습니까?"라고 자제를 요구했는데, 니시무라 히토시는 "내가 왜 이런 말투를 쓰는지는 아느냐. 부모한테 물려받은 거라고. 그렇다는건 내 부모를 부정하는 것이냐. 응? 우리 집이 동화(同和)라고 나를 바보취급하는 거냐. (중략) 동화교육이란거 있잖아. 여기에도 동화교육 담당 있을 것 아냐. 그런 발언하면 위험하다고, 당신. 차별이야 그거, 차별. 사과해 당장. 내 혈족에 대한 차별 사과하라고"라고 말해 더욱 위압하는 자세를 보였다. 그러나 이후의 형사 재판에서 니시무라 히토시는 동화지구 출신이 아닌 것으로 드러났다.
아라마키 야스히코는 니시무라 히토시 정도는 아니었지만, "너.. 적당히 해라. 진짜"등 가끔 위압적인 언행을 보였으며, 조작된 자막을 김태희의 발언이라고 믿고 거듭하여 담당 사원에 대답을 요구했다. 카메라맨인 마츠모토 슈이치는 담당 직원들의 요청을 거부하고 면담 현장을 니코니코 생방송으로 중계하며 "이 카메라 뒤에 5만명 정도 있다고 생각하세요"라고 말했다. 미요시 야스히로는 거의 발언하지 않았지만, 니시무라 히토시 등의 발언에 추임새를 넣으며 담당 사원에 대답을 요구했다.

## 사건 후의 움직임
사건 직후인 2012년 3월 4일, 니시무라 히토시는 다시 로토 제약에 질문장을 송부하여, "독도는 어느 나라의 영토인가" "김태희의 행위는 반사회적 활동이 아닌가" "김태희의 CM 기용은 '사회공헌활동의 추진'이라는 동사의 목표에 반하는 것이 아닌가" "앞으로도 김태희를 계속 기용할 것인가"의 각 질문에 대해 회답을 요구했다.。
로토 제약 측에서는 사내회의를 열어, 3월 15일부로 "독도는 일본의 영토라는 정부 견해를 지지한다" "김태희 개인의 생각에 대해서 당사는 회답할 수 없다. CM은 상품의 홍보를 목적으로 하는 것으로, 상품전략에 기초하여 적절히 변경한다"등의 회답을 실시했다. 니시무라 히토시는 특히 후자의 회답에 대해 불만을 가지고, 또다른 항의 활동을 계획했다.
3월 19일, 니시무라 히토시·마츠모토 슈이치는 재특회 나라 지부장을 필두로 하는 팀 간사이 회원 5명을 데리고, 다시 로토 제약 본사를 찾아갔다. 로토 제약 측이 부지 내 출입을 거부했기 때문에, 니시무라 히토시는 본사 앞 길거리 위에서 확성기를 사용하여, "외국이었으면 로토는 이미 폭파되었을 것이다. 판매점의 로토 제약의 상품 전부 불태워졌을 거라고. (중략) 눈에 뵈는게 없는거냐. 너희들 전부 죽여버릴거야, 라고 내 친구가 말하고 있었단 말이지"라고 외치며, 질문장을 받을 것을 요구했지만 거부당했다. 니시무라 히토시는 또 "질문장의 수취를 거부했기 때문에, 우리는 다양한 항의수단을 쓸 겁니다. (중략) 다른 단체도 오게 될거야. 나는 모르지만"라며 항의활동이 격화될 것을 시사했다.

## 체포·기소
2012년 5월 10일, 오사카 부경 수사 4과는 니시무라 히토시·아라마키 야스히코·마츠모토 슈이치·미요시 야스히로 4명을 강요죄 혐의로 체포했다. 재특회 등은 이를 부당 체포라고 주장하면서 니시무라 히토시 등이 구금되어 있는 경찰서 앞에서 항의 데모를 열기도 했다.
그 후 5월 30일 4명 모두 기소되었는데, 이 중 아라마키 야스히코는 이전에 낸 풍속영업법 위반, 공무집행방해 사건에 대해서도 함께 기소되어 병합 심리를 받게 됐다.

### 공판
오사카 지방법원에서 열린 공판에서는 전원이 무죄를 주장했다.
니시무라 히토시는 "통상의 클레임의 정도를 넘지 않는 정당한 항의활동이었다"라고 주장했지만, 오사카 지법은 12월 18일 "우익 단체와 시위대가 몰려올 것을 시사하는 등 사원을 협박한 것은 분명하고, 갑자기 들이닥쳐 협박하는 행위를 합법으로 간주할 여지가 없다. 타인에게 상처 주기 되돌아보지 않는 악질적인 범행으로 방치하면 사회에 위협이 될 수 있다"라고 지적하여, 징역 1년의 실형을 선고했다. 니시무라 히토시는 이에 항소했기 때문에 판결은 아직 확정되지 않았지만, 만일 유죄판결이 확정될 경우는 교토 조선 학교 공원 점용 항의 사건·도쿠시마 현 교직원 조합 업무 방해 사건으로 받은 징역 2년 집행유예 4년의 유죄 판결에 대해서 집행유예가 취소되게 된다.